# Fay Masterson
Fay Masterson (Kent, 15 april 1974) is een Britse actrice.

## Biografie
Masterson danste als kind. Ze studeerde aan de Brite Lites Academy in Eltham (Londen). Op dertienjarige leeftijd speelde ze in haar eerste televisiecommercial. Ze debuteerde een jaar later als jeugdactrice in de film The New Adventures of Pippi Longstocking, waarna zij nog meerdere rollen speelde in films en televisieseries.

## Filmografie

### Films
Uitgezonderd korte films.
- 2019: Wish Man - als Lorraine
- 2018: Vice - als Edna Vincent
- 2018: Fifty Shades Freed - als Gail Jones
- 2017: Fifty Shades Darker - als Gail Jones
- 2016: A Housekeeper's Revenge - als Colleen
- 2016: A Boy Called Po - als Valerie
- 2015: The Adventures of Biffle and Shooster - als 'Phyllis Crane' als Kate
- 2010: Amish Grace - als Jill Green
- 2009: A Christmas Carol - als Martha Cratchit / Guest 1 / Caroline
- 2009: Dark and Stormy Night - als Sabasha Fanmoore
- 2009: The Lost Skeleton Returns Again - als Betty Armstrong
- 2008: Visioneers - als Cindy
- 2008: Broken Angel - als Mimi
- 2007: Trail of the Screaming Forehead - als dr. Sheila Bexter
- 2007: Her Best Move - als Lori
- 2006: Sam's Lake - als Sam
- 2004: Rancid - als Monica Klein
- 2004: Paparazzi - als Marcy
- 2004: Happily Even After - als Elizabeth
- 2003: The Lone Ranger - als Grace Hartman
- 2002: Johnson County War - als Clara Jager
- 2001: Drive, She Said - als Her
- 2001: The Lost Skeleton of Cadavra - als Betty Armstrong
- 2001: Venus and Mars - als Celeste
- 2000: Sorted - als Tiffany
- 2000: We Married Margo - als take-out meisje
- 1999: The Apartment Complex - als Alice
- 1999: A Touch of Hope - als Rochelle Kraft
- 1999: Eyes Wide Shut - als Sally
- 1999: The Manor - als Dolly
- 1997: Forbidden Territory: Stanley's Search for Livingstone - als Alice Pike
- 1995: Paparazzo - als Sadie Prince
- 1995: The Quick and the Dead - als Mattie Silk
- 1995: The Avenging Angel - als Miranda Young
- 1994: Cops and Robbersons - als Cindy Robberson
- 1994: Jock of the Bushveld - als Lilian Cubitt
- 1993: The Man Without a Face - als Gloria Norstadt
- 1992: The Power of One - als Maria
- 1988: Billy's Christmas Angels - als Hope
- 1988: The New Adventures of Pippi Longstocking - als leidster

### Televisieseries
Uitgezonderd eenmalige gastrollen.
- 2014-2018: The Last Ship - als luitenant-commandant Andrea Garnett - 31 afl.
- 2010: Sex and the Austen Girl - als Jane Mansfield - 8 afl.
- 2008: The Starter Wife - als Katrina Jane Vanderbrook - 2 afl.
- 2007: Cane - als Marley - 3 afl.
- 2005: The Inside - als Karen Ryan - 2 afl.
- 1990-1996: Jupiter Moon - als Gabriella Tanzi - 13 afl.
- 1991: Ruth Rendell Mysteries - als Saffron - 2 afl.

### Computerspellen
- 2021: Mass Effect: Legendary Edition - als dr. Anneliese Bryson
- 2012: Mass Effect 3 - als dr. Anneliese Bryson
- 2011: Star Wars: The Old Republic - als stem
- 2011: Gears of War 3 - als vrouw in warenhuis
- 2009: Dragon Age: Origins - als Kaitlyn / Oriana Cousland / Panowen
- 2009: Legendary - als Vivian
- 2007: Blazing Angels 2 - als Emily 'Marguerite' Ruston

- Biblioteca Nacional de España: XX1113311
- Gemeinsame Normdatei: 1062129563
- International Standard Name Identifier: 0000 0000 7823 1467
- Library of Congress Control Number: no2009064234
- Virtual International Authority File: 86400245
- WorldCat: E39PBJv8KTYqw4YWRpVpR6Hgrq